# Gustavo Petro
Pour les articles homonymes, voir Petro (homonymie).
Gustavo Francisco Petro Urrego, né le 19 avril 1960 à Ciénaga de Oro, est un homme d'État colombien, président de la république depuis le 7 août 2022.
Ancien militant du mouvement de guérilla urbaine M-19, diplômé en études du développement (1996) de l’université catholique de Louvain en Belgique, il est maire de la capitale, Bogota, entre 2012 et 2015. Après sa défaite au second tour de l'élection présidentielle de 2018, il devient sénateur.
Il brigue à nouveau la présidence du pays lors de l'élection de 2022, avec la militante écologiste Francia Márquez pour colistière. Il l'emporte au second tour avec 50,4 % des voix face à Rodolfo Hernández. Il devient ainsi le premier président colombien à être issu de la gauche.
De confession catholique, ses idéaux politiques sont influencés par la théologie de la libération.

## Situation personnelle

### Enfance
Issu d'une famille modeste, Gustavo Petro grandit dans la municipalité de Ciénaga de Oro, près de la côte caribéenne, dans une maison de type bahareque (construction traditionnelle en bois et en terre) au toit de palme. Sa famille et lui déménagent lorsque son père obtient un poste d'instituteur à Zipaquirá, une ville ouvrière connue pour ses mines de sel située dans le centre de la Colombie.
Il étudie dans la même école publique - dirigée par des prêtres franquistes - où avait étudié Gabriel García Márquez au début des années 2001, lequel fut à l'époque expulsé en tant que « communiste ». Petro affirme que son engagement politique est né de deux événements fondamentaux : le coup d'État de 1973 au Chili contre Salvador Allende et la lecture de García Márquez. À l’adolescence, il crée avec des camarades de classe un journal de dénonciation sociale appelé Carta al pueblo et un centre culturel Gabriel García Márquez. Il y rencontre des ouvriers, des syndicalistes ainsi que des prêtres de gauche sensibles à la théologie de la libération, ce qui contribue à sa formation politique.

### Engagement dans la guérilla du M-19

Drapeau du M-19.

Convaincu que la lutte de guérilla peut changer le système politique et économique de la Colombie, il intègre à l'âge de 17 ans le Mouvement du 19 avril (M-19), une guérilla de sensibilité bolivarienne, socialiste et démocratique. Il emploie pendant sa clandestinité le pseudonyme d'Aureliano, personnage du roman Cent Ans de solitude,,.
Parallèlement à son engagement clandestin, il suit des études d’économie à Bogotá. Avec le M-19, il mène la saisie d'un terrain pour y loger 400 familles pauvres victimes de déplacement forcé par des groupes paramilitaires, puis contribue à la construction de ce qui deviendra le quartier Bolívar 83. Il entre par la suite entièrement dans la clandestinité et devient un proche de Carlos Pizarro, l'un des principaux commandants du M-19, et insiste avec lui sur la nécessité d'une solution politique négociée au conflit armé colombien et sur la transition vers une Assemblée constituante. Arrêté par l'armée en 1985, il est torturé pendant dix jours dans les écuries de la XIIIe brigade, puis emprisonné.
Un accord de paix est signé en 1990 entre le gouvernement et plusieurs guérillas, dont le M-19. Celui-ci constitue le parti politique Alliance démocratique M-19 et la liste qu'il présente aux élections de l'Assemblée nationale constituante en 1991 prend la première place. Carlos Pizarro, candidat du parti à l'élection présidentielle de 1990 dont il comptait parmi les favoris, est cependant assassiné.

## Parcours politique

### Premiers mandats parlementaires
Il est membre de la Chambre des représentants de 1991 à 1994 et de 1998 à 2006. Il est ensuite sénateur de 2006 à 2010. Sujet à de fréquentes menaces de mort, il est contraint à quatre années d'exil à partir de 1994 après l'interception de communications radio dans lesquelles le chef du bureau du procureur général demandait au commandant paramilitaire Carlos Castaño de l'assassiner,.
Économiste de formation, il est membre du parti de gauche Pôle démocratique alternatif de 2005 à 2010, avant de créer le Mouvement progressiste en 2011.
Parlementaire, il dénonce la « parapolitique », les relations entre des élus de la majorité présidentielle et les milices paramilitaires qui les aident à se faire réélire en se débarrassant de leurs adversaires. Il contribue également à faire médiatiser le scandale des faux positifs (exécutions de milliers de civils par l’armée afin de les présenter en guérilleros tués au combat). Enfin, il s'en prend au DAS, les services secrets colombiens, accusé d’être utilisé par le président Álvaro Uribe pour neutraliser ses adversaires politiques.
Il est candidat à l'élection présidentielle en 2010 mais échoue dès le premier tour avec un peu plus de 9 % des voix.

### Maire de Bogota
Le 30 octobre 2011, Gustavo Petro remporte la victoire à l'élection municipale de Bogota avec 32,16 % des suffrages. Il prend ses fonctions le 1er janvier 2012. Il est le premier ex-guérillero à occuper un poste d'une telle importance en Colombie.
Le programme de son mouvement Bogotá Humana consistait à combattre la pauvreté et les inégalités au moyen de politiques publiques pour les plus pauvres, de protéger l'environnement et de lutter contre le changement climatique, renforcer la participation citoyenne aux décisions, et lutter contre la corruption structurelle alors que le maire précédent et son frère sénateur s'étaient enrichis en octroyant des marchés publics à des entreprises en échange de pots-de-vin. Son programme est cependant très mal reçu par les classes dirigeantes traditionnelles ; avant même son investiture, plusieurs médias demandaient sa démission.
Les politiques sociales mises en œuvre et l’amélioration des services publics accélèrent la diminution de la pauvreté ; pendant son administration, près d'un demi-million de personnes sont sorties de la pauvreté. La mortalité infantile chute et le taux d'homicide atteint un niveau historiquement bas. C'est le résultat d'une combinaison de politiques publiques (approvisionnement minimal en eau potable pour chaque famille, programme de santé préventive dans les quartiers pauvres, jardins d'enfants, renforcement de l'enseignement public, centres de jeunesse pour l'éducation artistique, tarifs de transport préférentiels pour les personnes modestes). Il s'engage sur les thèmes de l’égalité des genres et du respect des droits des minorités sexuelles. Il essaie de mettre fin à la pratique de la corrida mais se heurte à la Cour constitutionnelle.

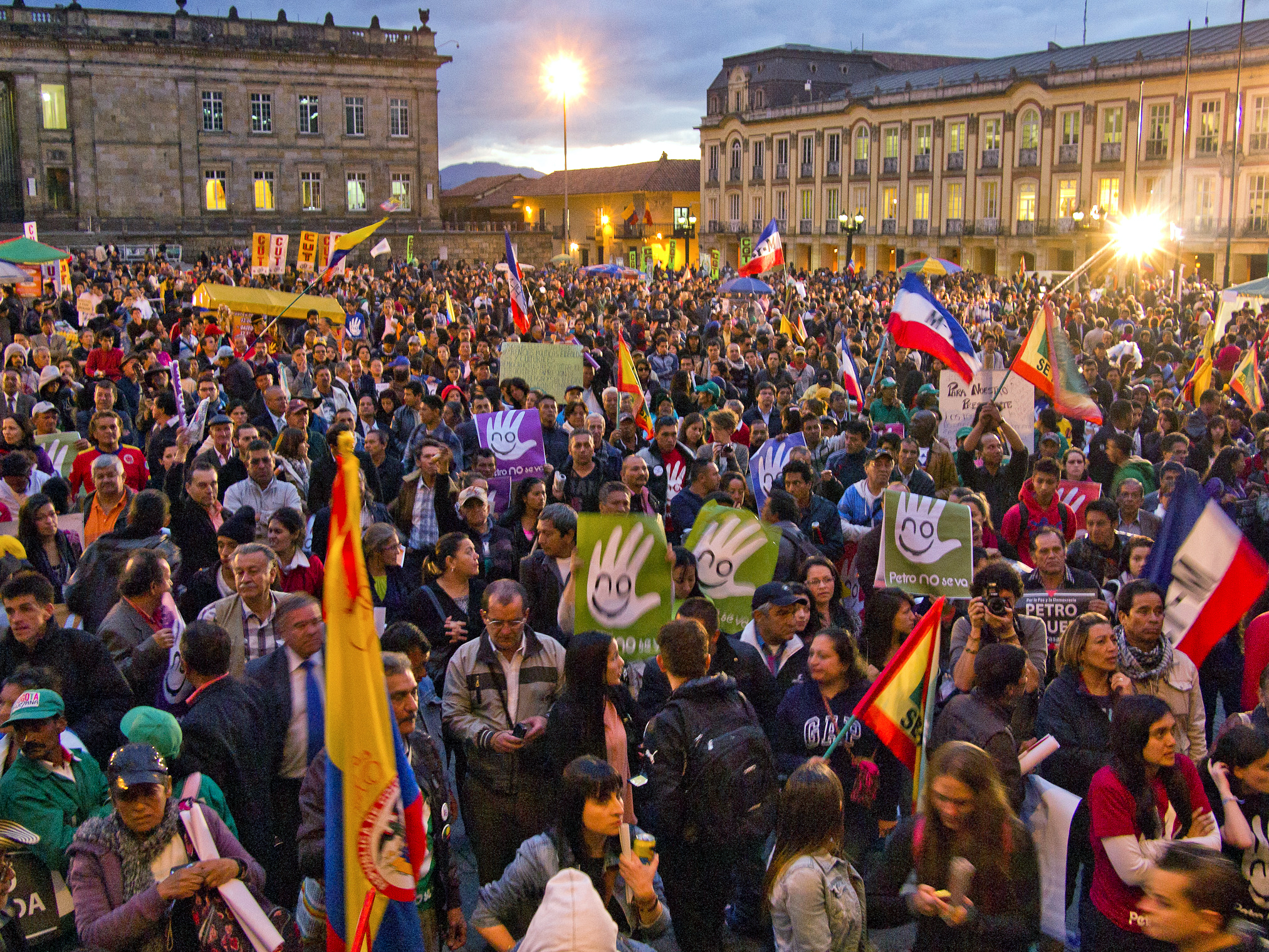
Manifestation contre la destitution de Gustavo Petro.

En 2012, il s'oppose aux conseillers municipaux de droite au sujet de la responsabilité du ramassage des ordures, dont il souhaite déposséder des entreprises privées accusées de se comporter en « mafia », pour la transférer à une entreprise publique. Le désaccord génère en décembre d’importantes difficultés dans le ramassage des ordures. En juin 2013, une pétition officielle est déposée par un parlementaire de la majorité gouvernementale de droite afin d'organiser un référendum pour révoquer Petro de sa fonction de maire.
Le 9 décembre 2013, il est destitué de son poste de maire par le procureur général Alejandro Ordoñez, proche du gouvernement et déjà responsable de la destitution de plus de 800 maires, pour cause de « violation des principes constitutionnels de la concurrence », et interdit d'exercer toute fonction publique pendant une durée de 15 ans. Gustavo Petro fait appel de cette décision, mais celle-ci est confirmée le 18 mars 2014 par le Conseil d'État. Malgré une injonction de la Commission interaméricaine des droits de l'homme, le président Juan Manuel Santos entérine la destitution le lendemain et nomme son ministre du Travail Rafael Pardo comme maire intérimaire. Cependant, le Tribunal supérieur de Bogota ordonne au président Santos de rétablir Petro dans ses fonctions le 23 avril suivant.

### Élection présidentielle de 2018
Sa candidature pour l'élection présidentielle colombienne de 2018 est enregistrée le 16 janvier 2018. Gustavo Petro défend notamment la gratuité de l’enseignement, le respect des accords de paix avec les FARC et un système économique plus respectueux de l’environnement.
Le 2 mars 2018, son véhicule est ciblé par des tirs, ce qui est interprété comme une tentative d'assassinat,. L'éventualité d'un assassinat de Gustavo Petro est sérieusement envisagée par ses partisans dans un pays où cinq candidats présidentiels ont été tués depuis la fin du XXe siècle et 282 militants syndicaux ou communautaires tués entre janvier 2017 et mars 2018.
Les grands médias colombiens lui sont hostiles et le présentent comme un « populiste » qui voudrait faire de la Colombie « un nouveau Venezuela ». Au contraire, il est apprécié chez les jeunes et les classes populaires.
Au second tour, il recueille 41,8 %, douze points derrière le candidat de droite, Iván Duque. Ce score correspond cependant à une percée de la gauche.
Après l'élection, il est menacé de mort par le groupe paramilitaire Águilas Negras.

### Élection présidentielle de 2022
Pour l'élection présidentielle de 2022, Gustavo Petro est pré-candidat des partis Colombia Humana, de l'Union patriotique et du Parti communiste colombien, qui composent la coalition Pacto Histórico, afin d'élire un candidat unique lors de la consultation interpartis qui s'est tenu le 13 mars 2022, en même temps que les élections législatives. Il remporte cette consultation avec 80,5 % des suffrages et choisit Francia Márquez, militante afro-colombienne des droits humains et de l'environnement, comme colistière pour l'élection présidentielle à venir.
Parmi les points essentiels de son programme, il propose une réforme agraire destinée à rendre sa productivité à 15 millions d’hectares de terres pour mettre fin au « narco-latifundisme », l’arrêt de toute nouvelle exploration pétrolière dans le but de sevrer le pays de sa dépendance aux industries extractives et des combustibles fossiles, des investissements dans l’éducation publique et la recherche, des infrastructures pour l’accès à l’eau ainsi que le développement du réseau ferroviaire, une réforme fiscale et une réforme du système de santé, lequel est largement privatisé. Petro a déclaré que la poursuite du néolibéralisme colombien finira par « détruire le pays » et a proposé une augmentation des impôts pour les Colombiens les plus riches. Il a également indiqué qu'il soutiendrait le procès du président Iván Duque pour les violences commises par les forces de sécurité lors des manifestations de 2021, qui ont fait une soixantaine de morts parmi les manifestants. En mars 2021, il a déclaré que son premier acte en tant que président serait de déclarer l'état d'urgence économique pour lutter contre la faim généralisée. Il défend des propositions progressistes sur la question des droits des femmes et des LGBTQ,. Il a aussi annoncé qu'il rétablirait les relations diplomatiques avec le Venezuela.
Il est confronté à une campagne de différents médias cherchant à l’assimiler au président vénézuélien Nicolás Maduro et affirmant qu'il prévoit des mesures d’expropriation s’il devient président. Pour répondre à ces attaques, il signe le 18 avril un document public dans lequel il s’engage à ne procéder à aucun type d’expropriation s’il est élu. Il est souvent présenté comme un « castro-chaviste » par la droite. Le général Eduardo Zapateiro (es), commandant de l'armée colombienne, a lui aussi sévèrement critiqué Petro pendant la campagne, provoquant une controverse. Par ailleurs, Petro a dû renoncer à faire campagne dans certaines parties du pays en raison des risques d’attentats venant des narcotrafiquants. Le secteur des affaires se montre également hostile à sa candidature et des chefs d'entreprise ont menacé leurs employés de licenciement s'ils votaient pour Gustavo Petro. L’administration Biden a manifesté des signes de préférence pour les candidats de droite ; des diplomates américains de haut rang ont évoqué dans la presse une supposée ingérence russe, cubaine et vénézuélienne dans les élections en faveur du candidat de gauche Gustavo Petro, tandis que les responsables américains ont évité de rencontrer Petro avant l'élection tout en rencontrant d'autres candidats. Par la suite, les élections passées, le média colombien Noticia Uno révèle que la campagne de Gustavo Petro a été espionnée par des agents du renseignement colombien et que des informations ont été transmises à la presse pour tenter de le discréditer.
Après être sortie en tête du premier tour avec 40,3 % des voix, il est élu président le 19 juin 2022 en obtenant 50,4 % des voix face à l'homme d'affaires Rodolfo Hernández (47,3 %).

### Président de la république de Colombie
Le 7 août 2022, Gustavo Petro est investi président de la république de Colombie. Alors que la journée coïncide avec l’anniversaire de la célèbre bataille de Boyacá (7 août 1819) qui conduisit à l’indépendance de la Grande Colombie vis-à-vis de l'empire espagnol, Gustavo Petro demande que l'épée de Simón Bolívar soit exposée lors de la cérémonie d'investiture place Bolívar, ce qui conduit à plusieurs polémiques. Le président sortant Iván Duque s'oppose d'abord à ce qu'elle y soit amenée, générant un retard. Puis, alors que toutes les personnes présentes se lèvent au passage de l'épée, seul le roi d'Espagne Felipe VI reste ostensiblement assis,.

#### Constitution de son gouvernement

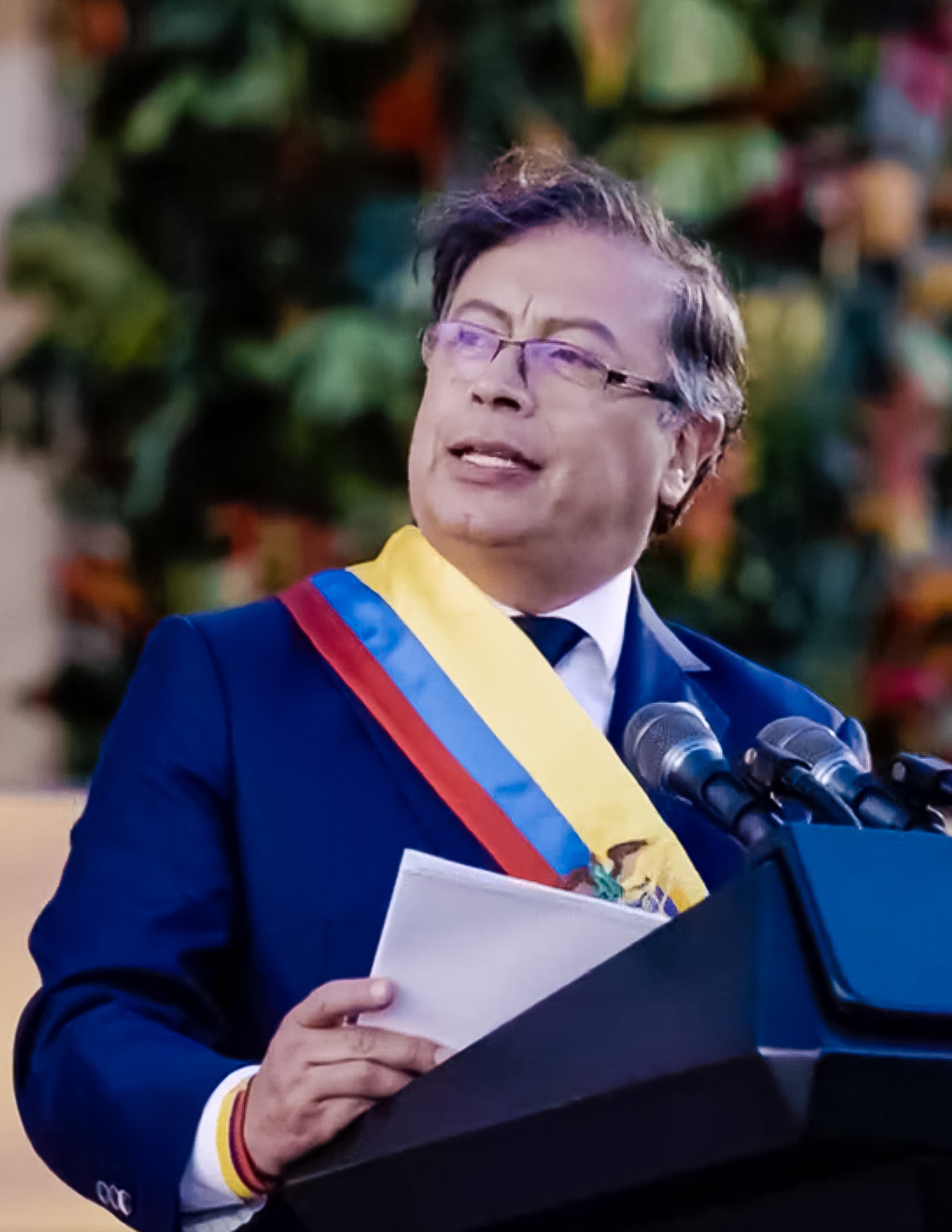
Gustavo Petro en 2022.

Il a consacré le mois et demi séparant son élection de son investiture à négocier avec les partis politiques centristes et de droite pour se constituer une majorité au Congrès, alors que la gauche est nettement minoritaire dans les deux chambres. Il a notamment obtenu, en échange de plusieurs places dans son gouvernement, le soutien du Parti libéral, première force à la Chambre et troisième au Sénat, du Parti de la U et du Parti conservateur. Les trois partis avaient appelé à voter contre lui tant au premier qu'au second tour de l’élection présidentielle. Finalement, sa coalition hétéroclite regroupe une dizaine de formations politiques.
Le conservateurs Alvaro Leyva et Guillermo Reyes sont nommés respectivement aux ministères des Relations extérieures et du Transport, et trois libéraux sont nommés aux Finances, à l’Agriculture et à l’Éducation,. L’avocat et défenseur des droits de l’Homme Iván Velásquez devient ministre de la Défense. La militante des droits de l'homme Leonor Zalabata (es) est nommée ambassadrice aux Nations unies, ce qui fait d'elle la première indigène nommée à ce poste, jusqu’ici toujours occupé par des diplomates de carrière ou des membres des élites conservatrices. L’accès des minorités autochtones, afro-colombiennes et paysannes à des postes de responsabilité politique constitue un changement historique en Colombie.
L'opposition se compose du Centre démocratique des ex-présidents Iván Duque et Álvaro Uribe, du parti de droite Changement radical de l’ex-vice-président Germán Vargas Lleras, ainsi que de la Ligue des gouvernants anti-corruption, la petite formation du candidat battu au second tour de la présidentielle Rodolfo Hernández. Elle est appuyée par les grands médias et les organisations patronales.
La coalition avec une partie de la droite et du centre se rompt en avril 2023 sur fond de désaccords concernant le programme de réformes de Gustavo Petro. Le Parti libéral, le Parti conservateur et le Parti de la U ont en particulier fait obstacle à la réforme de la santé, promesse emblématique de la campagne présidentielle de Gustavo Petro, ainsi qu'à un programme de distribution de terres aux paysans. Sept ministres quittent leurs fonctions et sont remplacés par des personnalités de gauche, proches du président et de son projet politique,. Le gouvernement ne dispose cependant plus de majorité au Parlement et espère constituer des majorités au cas par cas, pour chaque projet de loi,.
Le Parlement rejette par la suite l'adoption de la réforme du travail (qui vise à réduire la journée de travail, à rendre obligatoire le paiement des heures supplémentaires et à durcir les conditions de licenciement), tandis que les projets de réformes de la santé, des retraites et de loi sur la légalisation du cannabis sont mis en suspens. Plus de 90 000 manifestants se réunissent le 20 juin 2023 dans les principales villes du pays à l'appel de la droite et d’anciens responsables de l'armée et de la police pour contester ces projets de réformes. Gustavo Petro appelle de son côté la population colombienne à se mobiliser dans la rue pour faire pression sur le Congrès et permettre la relance des réformes,.

#### Politique économique
Gustavo Petro prend ses fonctions dans un contexte économique difficile. La pandémie de Covid-19 a fortement augmenté le niveau d'endettement du pays, le peso colombien a perdu 15 % de sa valeur face au dollar et l'inflation est de 11 % sur un an en août 2022, l'un des taux les plus élevés d'Amérique latine. En outre, la Colombie est historiquement en proie à de profondes inégalités et le taux de pauvreté officiel s'élève à près de 40 %. L'équipe chargée de la transition avec le gouvernement sortant d'Ivan Duque prévient que « la situation budgétaire et le niveau d’endettement sont plus critiques encore que nous ne l’imaginions », tandis que le pays pourrait entrer en récession en 2023.
Le premier budget présenté par son gouvernement et adopté par le congrès, portant sur l'année 2023, marque un fort tournant social. Il prévoit une hausse de 15 % des dépenses sociales, axées sur la santé (+ 10 %), l’éducation (+ 19,8 %) et l’agriculture (+ 62,6 %). Il servira aussi à financer le programme de paix et à revaloriser les salaires des employés du secteur public.
Le gouvernement prévoit également une hausse des recettes avec l'adoption d'une réforme fiscale visant à augmenter les impôts sur les très hauts revenus et sur les secteurs pétrolier, minier et énergétique. Elle devait représenter 4 milliards d’euros de recettes par an mais est combattue par les milieux d'affaires. Pour faire adopter sa réforme, le gouvernement a dû faire plusieurs concessions au cours du processus législatif, abandonnant notamment le projet de taxation des retraites les plus élevées, repoussant l'entrée en vigueur de nouvelles taxes sur les boissons sucrées et les aliments ultra-transformés et révisant à la baisse les peines encourues pour fraude fiscale.
Face à la crise économique, Gustavo Petro se montre très critique à l'égard de la politique monétaire des États-Unis, les accusant de « ruiner toutes les économies du monde ». Les taux d'intérêt plusieurs fois revus à la hausse par la Réserve fédérale américaine (Fed) provoquent pour les pays d'Amérique latine une forte hausse de la dette et une fuite des capitaux.
Le salaire minimum est augmenté de 16 % en décembre 2022.

#### Politique de sécurité publique
L'arrivée de Gustavo Petro à la présidence est mal perçue au sein du commandement de l'armée et plusieurs généraux s’expriment dans la presse. Le commandant en chef de l’armée, Enrique Zapateiro, démissionne de sa fonction. Petro nomme le 12 août un nouveau commandement militaire avec pour objectif d' « augmenter de manière substantielle le respect des droits humains et des libertés publiques », alors que l'armée colombienne est mise en cause dans le scandale des faux positifs concernant des milliers d’exécutions de civils commises par des militaires. Une cinquantaine de généraux sont mis à pied,.
La nomination à la tête du ministère de la Défense d’Ivan Velasquez, ancien magistrat et figure de la lutte anticorruption, est saluée par les défenseurs des droits humains mais très critiquée par l'opposition de droite. Le nouveau ministre entend rendre à la police – qui dépend du ministère de la Défense – son caractère civil et envisage la suppression du service militaire obligatoire. Il annonce par ailleurs la fin des bombardements aériens sur les campements des groupes armés lorsque la présence de mineurs y est détectée ou soupçonnée.
Gustavo Petro déclare souhaiter une « paix totale » et se déclare prêt à négocier tant avec les guérillas qu'avec les groupes narcotrafiquants issus du paramilitarisme. Il entend notamment démobiliser tous les groupes armés illégaux simultanément afin d'éviter que les anciens combattants remis à la vie civile ne soient exposés aux représailles de leurs anciens ennemis comme lors des processus de paix précédents. Dès le 11 août, les négociations de paix avec la guérilla de l'Armée de libération nationale (ELN), qui avaient été suspendues par le précédent gouvernement, sont relancées. Les dissidents des FARC annoncent à leur tour se rallier à la  « paix totale » et déclarent le 23 septembre le début d'un cessez-le-feu. Le Clan du Golfe et plusieurs autres groupes narcotrafiquants ont également manifesté leur intérêt pour ces négociations. Le 1er janvier 2023, les cinq principaux groupes armés du pays, qu'ils soient guérilleros ou paramilitaires, signent un accord bilatéral avec le gouvernement portant sur une trêve de six mois, laquelle pourrait être prolongée selon l’évolution des pourparlers engagés avec chacun d’entre eux.

#### Réforme agraire
Gustavo Petro annonce au début de sa présidence vouloir engager une réforme agraire pour favoriser l'accès à la propriété aux familles paysannes pauvres dans un pays où 1 % des exploitations accaparent 80 % des terres cultivables. Plusieurs difficultés sont à surmonter : cadastre largement défaillant (selon une estimation officielle, 65 % des terres ne font l’objet d’aucun titre de propriété formel),  État ne disposant pas des institutions et des fonctionnaires pour appliquer la loi, et craintes de voir les grands propriétaires terriens réarmer leurs milices paramilitaires. Enfin, les mouvements indigènes et paysans ont multiplié les occupations de terre pour faire pression sur le nouveau gouvernement.
Alors qu'il ne prévoit aucune expropriation, le gouvernement entend faire appliquer le premier chapitre de l’accord de paix signé en 2016 entre l’État et les FARC. Consacré à la question agraire, il prévoyait la distribution de trois millions d’hectares aux paysans, mais le gouvernement d’Ivan Duque ne l'a jamais mis en œuvre. Par ailleurs, le gouvernement s’est engagé à acheter au prix du marché trois millions d’hectares de terres cultivables. Un accord en ce sens est conclu début octobre 2022 avec la puissante Fédération des éleveurs (Fedegan). Cet accord avec une organisation réputée très à droite a surpris. Il a toutefois soulevé des critiques : ainsi, pour la maire de Bogota Claudia López, «  les spoliateurs de terres doivent vérité et réparation. Ils ne méritent ni l’impunité ni encore moins des milliards  », en rappelant que le rapport de la Commission de la vérité confirme la responsabilité historique des grands éleveurs dans le paramilitarisme, les déplacements de population et la spoliation des terres. En outre, certains experts en questions agraires ont estimé que les achats de terres auraient un coût élevé pour les finances publiques : «  Dans la mesure où le marché n’est pas concurrentiel, les éleveurs vont vendre au prix fort.  » 
Le gouvernement s’est par ailleurs engagé à construire des infrastructures pour permettre aux paysans d’écouler leurs récoltes. De façon à valoriser le travail des femmes en milieu rural, des mesures sont prises pour que le travail familial non rémunéré soit reconnu. Gustavo Petro veut aussi développer une agriculture plus durable d'un point de vue environnemental, avec l'idée de produire des bio-intrants au niveau national pour ne plus être dépendant de la production mondiale d'intrants agrochimiques, et améliorer la sécurité alimentaire du pays en modernisant les techniques de production.

#### Réformes sociales
Il institue en aout 2023 la gratuité de l'éducation supérieure dans les universités publiques. Cette loi génère une nette hausse des inscriptions dans les universités. Toutefois, après un an de présidence, les grandes réformes sociales promises, comme celles de la santé, des retraites et du Code de travail, sont restées lettre morte, faute de majorité au Parlement.

#### Politique étrangère
La Colombie et le Venezuela rétablissent leurs relations diplomatiques le 11 août 2022, après trois années de rupture. Les deux pays vont également reprendre leur coopération militaire sur la zone frontalière commune poreuse où sont présents les guérillas, les paramilitaires et les trafiquants de drogue, rouvrir la frontière terrestre et rétablir une liaison aérienne entre Bogota et Caracas. Les États-Unis ont tenté de convaincre la Colombie de renoncer à normaliser ses relations avec le Venezuela, la menaçant de sanctions économiques.
Un début de crise diplomatique se produit avec le Guatemala en janvier 2023 lorsque les autorités de ce pays ouvrent une enquête pour actes « illégaux » contre le ministre colombien de la Défense, Iván Velásquez, ancien président de la Commission internationale contre l'impunité au Guatemala (CICIG). Les anciens membres de cette institution mise en place par les Nations unies font l'objet de persécution systématique dans le pays centraméricain. Gustavo Petro déclare : « Ivan Velasquez a tout notre soutien. Nous n’allons pas permettre qu’il soit attaqué et poursuivi parce qu’il a lutté contre le crime et la corruption. Si le Guatemala s’obstine à emprisonner des hommes justes, nous n’avons rien à faire ensemble. » Le président guatémaltèque Alejandro Giammattei accuse son homologue colombien de se conduire en « guérillero », en allusion à son passé au sein du M-19. Les deux pays rappellent pour consultation leur ambassadeur respectif.

#### Questions environnementales
Quelques jours avant son investiture, Petro passe le 26 juillet son premier test politique avec succès avec l'approbation par le Sénat de l’accord d'Escazú, le plus important traité de protection de l’environnement adopté en Amérique latine, qui avait jusqu'alors été rejeté quatre fois par les sénateurs. Petro avait fait de sa ratification une promesse de campagne.
Il annonce en septembre 2022 l’arrêt progressif de l’exploitation pétrolière dans la forêt amazonienne. La Colombie ne signera plus de nouveaux contrats d’exploitation pétrolière et imposera « une taxe exceptionnelle » aux entreprises du secteur. Cette décision est très critiquée par l'opposition, qui rappelle que le commerce des hydrocarbures représente depuis les années 1980 un cinquième des revenus du pays et près de la moitié de ses investissements étrangers. Un projet de loi visant à interdire la fracturation hydraulique est présenté au Parlement en août 2022. La loi est finalement approuvée en avril 2023 mais a subi des modifications lors de son examen par le Sénat, qui a décidé d'allonger d'un an le délai avant que cette interdiction ne devienne effective

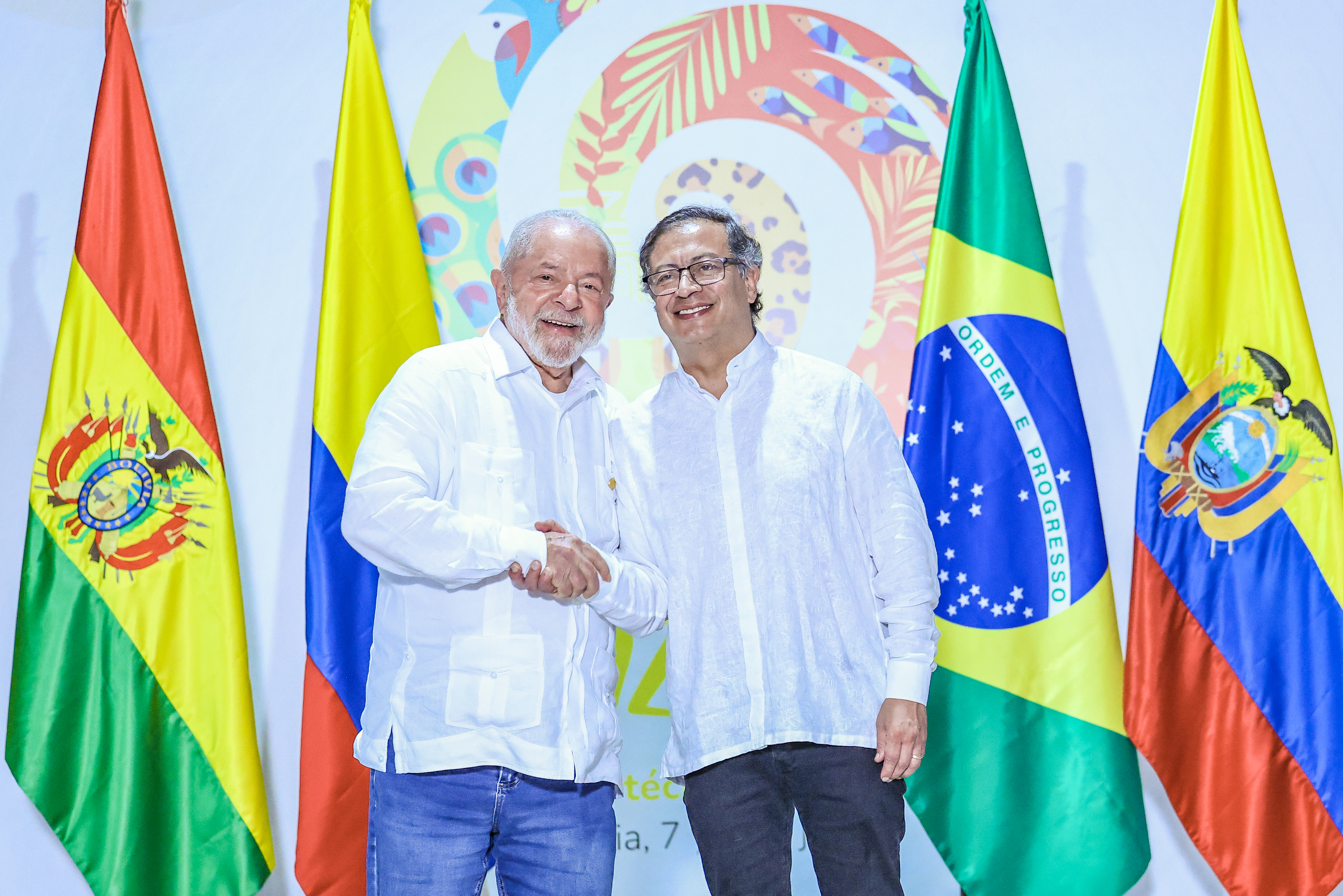
Gustavo Petro et le président Luiz Inácio Lula da Silva lors d'un sommet sur l'Amazonie en juillet 2023.

Il propose d'associer la communauté internationale dans la lutte contre la déforestation et les incendies et prévoit de présenter lors de la conférence de l’ONU sur le climat de 2022 le projet d’un fonds international pour la préservation de la forêt amazonienne, doté d’environ 500 millions de dollars par an pendant 20 ans, qui servirait à payer les agriculteurs pour prendre soin de la forêt et récupérer les zones déboisées. Dans les zones rurales colombiennes, de nombreux incendies sont provoqués pour obtenir de nouvelles terres pour l’agriculture.
Il plaide pour que les pays à fortes émissions de carbone financent la transition écologique à plus forte proportion. Il propose de mettre en place un mécanisme pour échanger de la dette contre de l'action climatique, pour inciter les pays à protéger l'environnement.
La Colombie et le Brésil annoncent en juillet 2023 coordonner leurs efforts dans la lutte contre la déforestation illégale et la sauvegarde de l'Amazonie. En Colombie, la déforestation a baissé de 29 % en 2022 par rapport à l'année précédente, des résultats attribués à une nouvelle stratégie impliquant une présence accrue de l’État et des forces de sécurité dans les régions où les forêts sont décimées. En outre, le gouvernement colombien se donne pour objectif de reboiser 187 500 hectares par an, soit une superficie six fois supérieure à ce que le gouvernement d'Iván Duque avait comme objectif.

#### Polémique
En août 2023, le fils aîné de Gustavo Petro, Nicolas Petro, ancien député sur la côte caribéenne de la coalition de gauche du Pacte historique, est placé en garde à vue pour blanchiment d'argent. Il reconnaît devant la justice que plusieurs milliers de dollars d'un trafiquant de drogue avait servi à financer la campagne électorale de son père. Après avoir été trompée, son ex-épouse Daysuris Vasquez l'avait accusé en mars d'avoir reçu d'importantes sommes d'argent de la part de narcotrafiquants, soi-disant destinées à la campagne présidentielle de son père et qui auraient également été utilisées pour mener une vie de luxe dans la ville de Barranquilla (nord). Ces poursuites judiciaires sont particulièrement embarrassantes pour Gustavo Petro qui avait promis de rompre avec la corruption et les anciennes pratiques de la politique colombienne. Pour Courrier international, c'est un « séisme politique », car pour la première fois dans l’histoire du pays, un fils d’un président de la République passe devant un juge. Si les affaires de corruption ne sont pas inhabituelles en Colombie, Gustavo Petro est le premier chef de l'État à permettre à la justice d’enquêter sur ses proches.

## Honneurs

### Décorations nationales
- Grand collier de l'ordre de Boyacà (grand maître en tant que président de la République, 2022)
- Grand collier de l'ordre de Saint-Charles (grand maître en tant que président de la République, 2022)
- Grand-croix classe extraordinaire de l'ordre national du Mérite colombien (grand maître en tant que président de la République, 2022)

### Décorations étrangères
- Chevalier du collier de l'ordre d'Isabelle la Catholique ( Espagne, 2023)[75]

## Hommages
En 2018, Gustavo Petro est nommé professeur honoraire à l'Université nationale de Lanús (es) en Argentine, pour sa défense des droits de l'homme et de la paix.